# 弗里德里希·恩格斯
弗里德里希·恩格斯（德語：Friedrich Engels；1820年11月28日—1895年8月5日），德國共产主义活动家、哲学家、政治理论家、历史学家、纺织业商人和新闻工作者。他是马克思主义的创始人之一，卡尔·马克思的挚友，自称“第二提琴手”。
自1844年结识马克思以来，恩格斯为马克思提供大量的经济支持，并与其合著《共产党宣言》《神圣家族》《德意志意识形态》等作品。马克思1883年逝世后，恩格斯继续领导国际工人运动，帮助马克思完成其未竟的《资本论》等著作，并于1889年推动建立第二国际。恩格斯的代表作包括《英国工人阶级状况》《反杜林论》《自然辩证法》《家庭、私有制和国家的起源》和《费尔巴哈和德国古典哲学的终结》。

## 生平

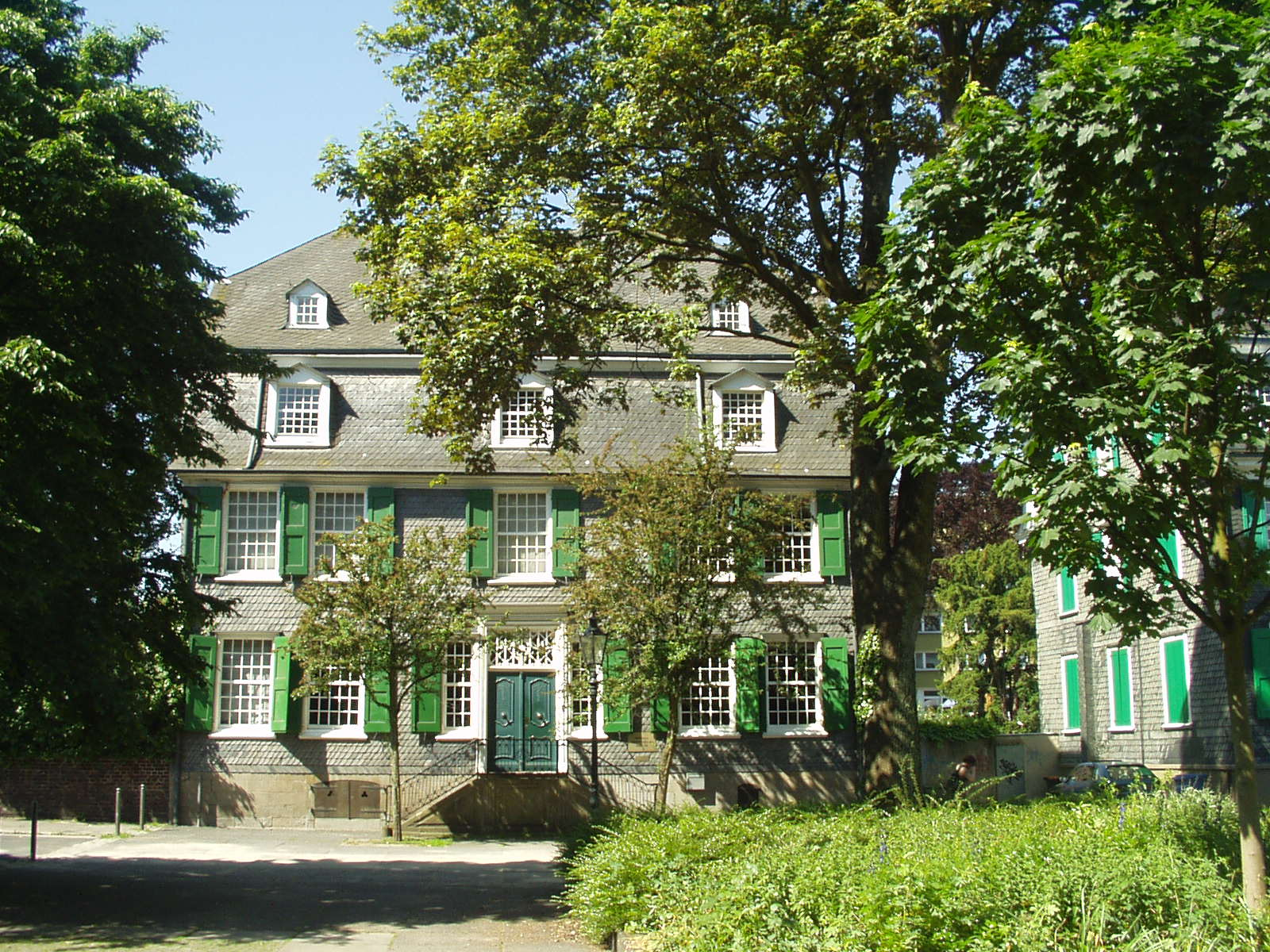
伍珀塔尔的恩格斯故居

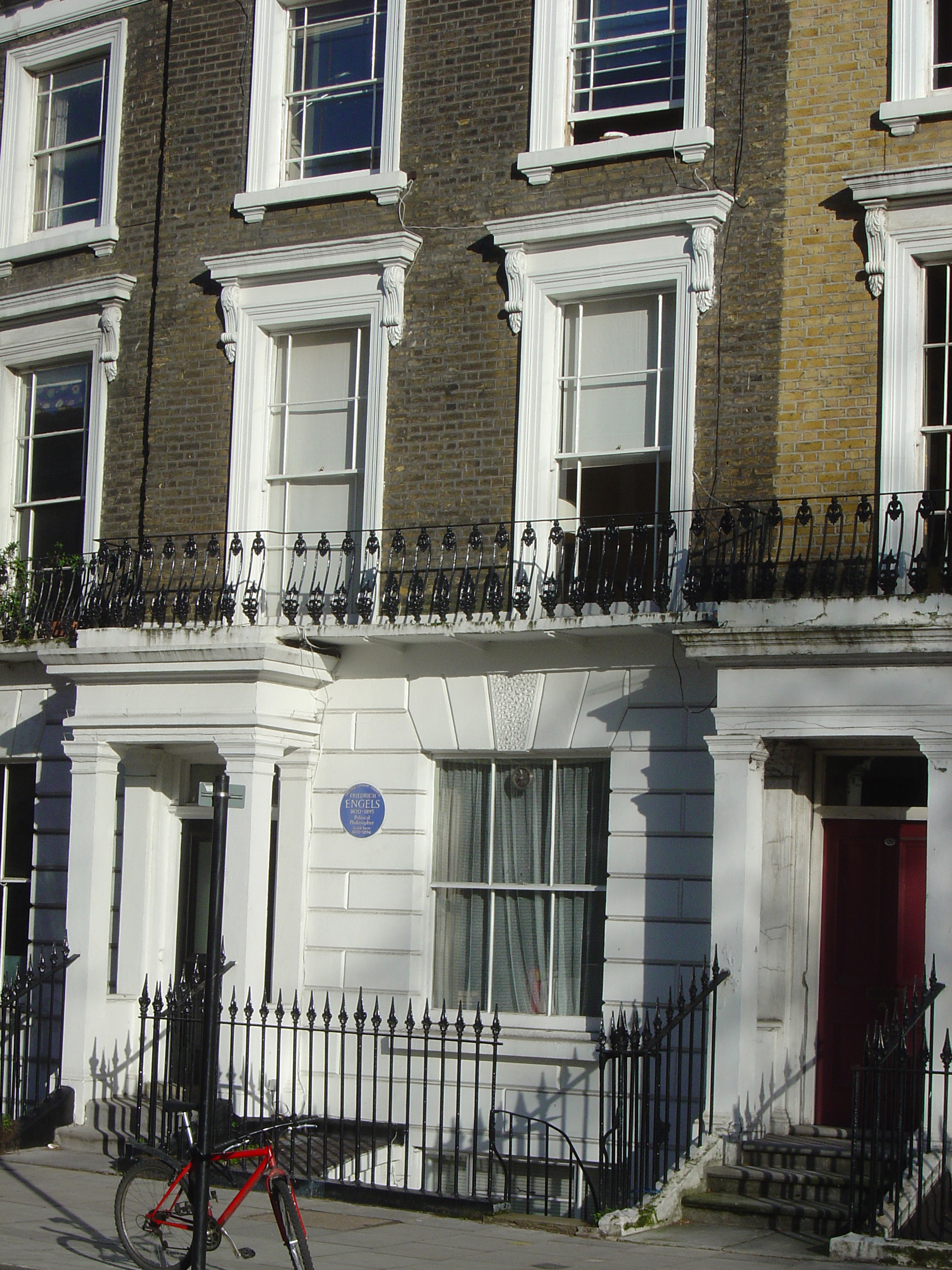
伦敦的恩格斯故居

恩格斯于1820年11月28日出生在普鲁士王國莱茵省巴门（今伍珀塔尔的一部分）。父亲弗里德里希·恩格斯是工厂主、虔敬派基督徒，带有普鲁士贵族血统。母亲伊丽泽·恩格斯心地善良，遵守礼教，喜爱文学和历史。1837年，被父亲命令从埃尔伯费尔德中学辍学，到营业所学习其厌恶的经商。
1838年8月，恩格斯在父亲的安排下去不来梅当办事员。他在这个自由和民主思潮澎湃的城市成为了一名民主主义者，并以“弗·奥斯沃特”为笔名写下许多激情诗篇，其中尤以1839年发表的《乌培河谷来信》为其代表作。1841年9月，他为了服兵役而来到柏林，并在业余时间到柏林大学听哲学课，很快就成为了青年黑格尔派中积极的一份子。他尤其受到大衛·施特勞斯的影響，写了《谢林和启示》等著作并对弗里德里希·謝林的神秘主义观点进行了批判。
1842年深秋，恩格斯告别家人，来到英国曼彻斯特的“欧门和恩格斯”纺织厂当总经理。曼彻斯特是英国宪章运动中心。在那里他开始真正深入工人阶级的生活。并且在这段时间，认识了还是《莱茵报》主编的马克思。约1843年初，恩格斯结识爱尔兰工人姑娘玛丽·伯恩斯；不久，两人開始同居。1844年2月在《德法年鉴》上发表《国民经济学批判大纲》，从社会主义观点出发对资本主义经济制度进行了批判；8月恩格斯返回德国巴门老家，途中经过巴黎和马克思见面，在巴黎和马克思合写了《神圣家族》，批判了青年黑格尔派的唯心主义哲学，阐明人民群众是历史的创造者。1845年3月写完第一部重要著作《英国工人阶级状况》，揭示资本主义内在矛盾；2月马克思举家迁往布鲁塞尔。几个月后，恩格斯同样迁到布鲁塞尔帮助困境中的马克思。
1846年8月和马克思共同完成了《德意志意识形态》；后与马克思在布鲁塞尔共同建立共产主义通讯委员会。1847年6月，起草《共产主义信条草案》，后来进一步完善成《共产主义原理》。同年，与马克思一起加入正义者同盟（后改组为共产主义者同盟），受同盟第二次代表大会委托，与马克思合作拟定同盟纲领，即1848年2月问世的《共产党宣言》。《宣言》总结了以往无产阶级斗争经验，论述了无产阶级革命和专政的重要思想，完整、系统及严密的阐明了他们的学说，后成为各国无产阶级运动的指南。
1848年4月，和马克思一起创办了《新莱茵报》。1849年5月—7月，亲自参加了德国人民武装起义，表现了卓越的才能；1850年前后，民主革命失败；恩格斯和马克思被普鲁士政府压迫，经济拮据，恩格斯于1850年11月重回曼彻斯特纺织厂工作。以便继续资助马克思，一待就是20年。期间他和马克思以书信来往，并在多份报纸上发表评论。并且进行涉及各个方面的研究，主要包括自然科学和军事。在未署名发表的军事评论《战争短评》中，他被公推为军事权威。此时他的语言才能也达到了炉火纯青的地步：可以阅读运用12种不同的语言文字。
1864年第一国际成立后，恩格斯同马克思一起参加了国际的领导工作，跟蒲鲁东派、巴枯宁派、工联派、拉萨尔派进行了路线的斗争，为马克思主义在国际工人运动中的主导地位奠定了基础。1869年7月，恩格斯终于从商人生涯中摆脱。1870年10月，移居伦敦，与马克思再度相聚。1871年3月巴黎公社建立后，同马克思一起支持公社，在演说和信件中高度评价巴黎工人的革命首创精神和英雄气概，阐明公社的历史意义。1878年《反杜林论》这部马克思主义百科全书式的著作问世。1879年同马克思合写了有名的《通告信》，批判德国党内苏黎士三人团的改良和投降主义路线。
1883年3月马克思去世。《资本论》只出了第一卷，剩下的只是一些字迹潦草的手稿。此时恩格斯正在整理其持续10年来累积的有关自然辨证法的研究记录，但他马上停下手中的工作，整理《资本论》剩下的手稿。在他12年的努力下，资本论二、三卷分别在1885年和1894年出版。1888年写了《路德维希·费尔巴哈和德国古典哲学的终结》，揭示了马克思主义同黑格尔和费尔巴哈哲学的关系，阐释了辨证唯物主义和历史唯物主义的基本原理。1889年参加第二国际的建立，并指导它的活动。1894年针对德国社会民主党和法国工人党在农民问题上的立场，写了《法德农民问题》，批评他们迁就农民小私有倾向的路线。1895年8月5日，患有晚期食道癌的恩格斯在泰晤士河边的住所中逝世，得年74岁。遗体在沃金火葬场火化。根据恩格斯的遗愿，他的骨灰被撒在英格兰东南部伊斯特本附近的比奇角海域。

## 个人生活

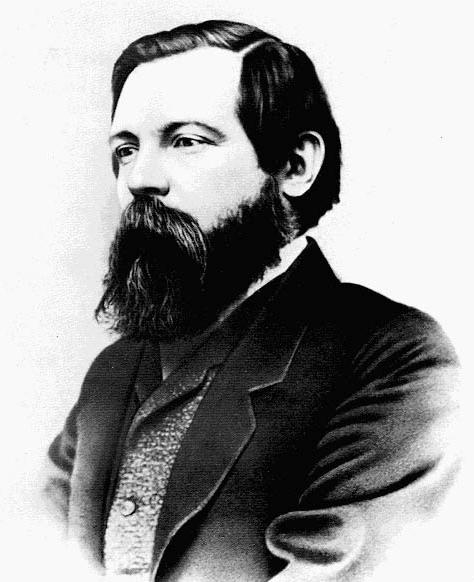
1868年的弗里德里希·恩格斯

恩格斯的兴趣包括诗歌、猎狐狸和定期举办伦敦左翼知识分子的周日聚会，正如一位常客所说：“没有人会在凌晨两三点之前离开。”他的座右铭是“放轻松”，而“欢乐”被列为他最喜欢的美德。
关于恩格斯的个性和外貌，罗伯特·海尔布隆纳在《世界哲学家》中描述他为“高大而相当优雅，他有一个喜欢击剑和骑猎马的身材，还曾在没有停歇的情况下四次游过韦塞尔河”，同时他“机智灵活，思维敏捷”，并且性格开朗，能够“用20种语言勉强说话”，包括俄语、意大利语、葡萄牙语、爱尔兰语、西班牙语、波兰语、法语、英语、德语和米兰方言。他非常喜爱葡萄酒和其他“资产阶级的享乐”。恩格斯倾向于与无产阶级女性建立浪漫关系，并与一位名叫玛丽·伯恩斯的工人阶级女性建立长期伴侣关系，尽管他们未曾结婚。在她去世后，恩格斯与她的妹妹莉齐·伯恩斯成为伴侣。
历史学家和前工党议员特里斯特拉姆·亨特在《穿着礼服的共产主义者：弗里德里希·恩格斯的革命人生》一书中，认为恩格斯“几乎可以肯定是斯大林会下令处决的那种人”。亨特总结了恩格斯个性与后来的苏联之间的脱节，指出：“这个热爱美好生活、热情倡导个性、并热衷于将文学、文化、艺术和音乐作为开放论坛的伟大人物，绝不会接受20世纪的苏联共产主义，尽管斯大林主义声称他是其理论的奠基人。”关于恩格斯的宗教倾向，亨特写道：“在某种意义上，基督教的潜在理性渗透到现代世界的日常经验中——它的价值现在在家庭、民间社会和国家中得到各种体现。恩格斯在这一切中特别接受了现代泛神论的思想，或者更确切地说，是泛自然神论，即神性与进步人类的融合，这种幸福的辩证合成使他摆脱了虔诚向往和疏离的固定对立。‘通过施特劳斯，我现在已进入黑格尔主义的直路……黑格尔的神的思想已经成为我的思想，因此我加入了“现代泛神论者”的行列，’恩格斯在给格雷贝尔兄弟（威廉和弗里德里希，神职培训生和恩格斯的前同学）的最后一封信中写道。”

## 思想

### 哲学
哲学是恩格斯的思想，相比马克思差异最大的部分。在马克思去世后，恩格斯补充了马克思著作中没有明确涉及到的哲学领域。对于马克思而言，辩证法与唯物主义，是一种运用于社会范畴的历史政治分析方法和工具。而恩格斯在《反杜林论》與《自然辩证法》等著作中，則把辩证法和唯物主义，发展为适用于整个自然界的哲学体系。

### 斗争路线
恩格斯并不绝对地追求暴力革命而反对一切和平斗争手段，他认为要把革命手段与合法的手段结合起来，在社会的各个方面对统治阶级进行全面的斗争，为工人争取经济利益和政治地位。不过，马克思本人的观点在晚年其实亦有类似的转变。但是，要注意的是，这種對秩序的妥協，并不意味着恩格斯反对或放弃了暴力革命路线。
恩格斯具体指导了德国社会民主党进行的合法斗争，强调德国社会民主党在德国国会选举中获得成功对整个国际工人运动有很大的意义。但是，他也告诫社会民主党不能把和平手段当作根本的手段。恩格斯在对爱尔福特纲领草案的批评中指出，社会民主党内存在一种机会主义思潮，“他们力图使自己和党相信，‘现代的社会正在长入社会主义’，而不问一下自己，是否这样一来，这个社会就会不像虾要挣破自己的旧壳那样必然要从它的旧社会制度中长出来，就会无须用暴力来炸毁这个旧壳”。他警告“这样的政策归根到底只能把党引入迷途”，是在“为了眼前暂时的利益而忘记根本大计，只图一时的成就而不顾后果，为了运动的现在而牺牲运动的未来。”
在去世前不久，恩格斯发表了《〈1848年至1850年的法兰西阶级斗争〉导言》。这篇导言认为，用参加民主选举的方式来进行的斗争，是工人在当时的社会条件下发展出的一种斗争方式，是德国工人对国际工人阶级事业的一个重大贡献。他指出，普选可以定期显示工人政党支持率的增长以增加工人阶级的信心，成为社会主义者最好的宣传手段。恩格斯反思了1848年革命时期被广泛采用的革命策略即街垒巷战，认为斗争的条件也已发生了本质上的变化：各种新式军事器械的出现大大增强了军队的武装力量，军队待遇的提升降低了军队倒向起义者一方的可能性，中间阶层也不再像以前那样坚定地团结在无产阶级周围。但是，恩格斯又指出，这并不意味着武装起义变成完全不可能的事情，只是客观条件在当时变得对它不利了，而只有当这种不利的对比关系有其他的因素来抵销的时候，武装起义才能获得胜利。于是，恩格斯提出，不应立刻在大规模的流血冲突中把工人的力量消耗掉，而应利用民主选举的手段来保存和增加这种力量，直到工人要和统治阶级进行决战的那一天。

## 著作

### 重要著作
- 《共产党宣言》与马克思合著，代表作
- 《反杜林论》：集中当时多门科学的重要成果，批驳了杜林的理论。
- 《社會主義從空想到科學的發展》：介紹科學社會主義的通俗作品。
- 《费尔巴哈和德国古典哲学的终结》：对哲学问题作出经典概括，为划分唯物主义和唯心主义提出了科学标准。
- 《自然辩证法》代表作
- 《家庭、私有制和国家的起源》：用唯物史观阐明了国家的实质和其消亡的必然性，成为历史哲学研究的主要作品。
- 《国民经济学批判大纲》

### 文集
- 《马克思恩格斯文选》共2卷，中文版1954人民出版社
- 《马克思恩格斯选集》共4卷，中文版1967人民出版社
- 《恩格斯军事论文选集》，中文版1950人民出版社
- 《马克思恩格斯军事文集》，中文版1981战士出版社
- 《马克思恩格斯文集》共10卷，中文版2009人民出版社
- 《马克思恩格斯全集》共39卷，中文版1956-1974人民出版社。1979-1985补卷11卷人民出版社。合计共50卷。
- 《马克思恩格斯全集》第二版共60卷，中文版2000-2017人民出版社。第二版分四个部分：第一部分为普通著作卷（1－29卷）；第二部分为《资本论》及其手稿卷（30－46卷）；第三部分为书信卷（47－60卷）；第四部分为笔记卷（编多少卷尚未确定）。

## 纪念
- 恩格斯城：1931年，为了纪念恩格斯，苏联政府将萨拉托夫州的一个伏尔加德意志人聚居的城市改名为“恩格斯城”；1991年苏联瓦解後，该名称得到保留。

## 外部連結
- Marx/Engels Biographical Archive （页面存档备份，存于）
- The Legend of Marx, or "Engels the founder" by Maximilien Rubel
- Reason in Revolt: Marxism and Modern Science （页面存档备份，存于）
- Biography of Friedrich Engels at Encyclopaedia Britannica （页面存档备份，存于）
- Engels: The Che Guevara of his Day
- The Brave New World: Tristram Hunt On Marx and Engels' Revolutionary Vision
- German Biography from dhm.de （页面存档备份，存于）
- 《Frederick Engels: A Biography》
- Engels was Right: Early Human Kinship was Matriliineal

### 恩格斯著作
- The Marx & Engels Internet Archive （页面存档备份，存于） at Marxists.org
- Friedrich Engels的作品  - 古騰堡計劃
- 互联网档案馆中弗里德里希·恩格斯的作品或与之相关的作品
- 來自弗里德里希·恩格斯的LibriVox公共領域有聲讀物
- Libcom.org/library Friedrich Engels archive （页面存档备份，存于）
- Works by Friedrich Engels （页面存档备份，存于） (in German) at Zeno.org
- Pathfinder Press （页面存档备份，存于）
- Friedrich Engels, "On Rifled Cannon", articles from the New York Tribune, April, May and June 1860, reprinted in Military Affairs 21, no. 4 (Winter 1957) ed. Morton Borden, 193–198.
- Marx and Engels in their native German language （页面存档备份，存于）